# Kolnica (województwo podlaskie)
Kolnica – wieś w Polsce położona w województwie podlaskim, w powiecie augustowskim, w gminie Augustów.
| SIMC    | Nazwa         | Rodzaj    |
| ------- | ------------- | --------- |
| 1010644 | Podborowa     | część wsi |
| 1010667 | Podwejsowizna | część wsi |
| 1010673 | Podzielona    | część wsi |
| 1010740 | Stara Wieś    | część wsi |

Do 1954 roku miejscowość należała do gminy Kolnica. W latach 1975–1998 miejscowość administracyjnie należała do województwa suwalskiego.
Wieś podzielona jest na 4 części administracyjne:
- Podborowa
- Podwejsowizna
- Podzielona
- Stara Wieś

W Kolnicy znajduje się Szkoła Podstawowa im. majora Henryka Dobrzańskiego „Hubala”. Przy szkole istnieje oddział przedszkolny. Do obwodu szkoły należą wsie: Kolnica, Kolnica ZD, Czarnucha, Góry, Komaszówka, Rzepiski, Ponizie (częściowo)
Wieś jest też siedzibą parafii rzymskokatolickiej św. Maksymiliana Marii Kolbego, należącej do dekanatu Augustów - św. Bartłomieja Apostoła, diecezji ełckiej.
W Kolnicy urodził się Emil Świda (1868–1939), warszawski przemysłowiec, wiceprezydent stolicy, założyciel fabryki sztucznego lodu oraz prezes Konsystorza Ewangelicko-Reformowanego w Warszawie.

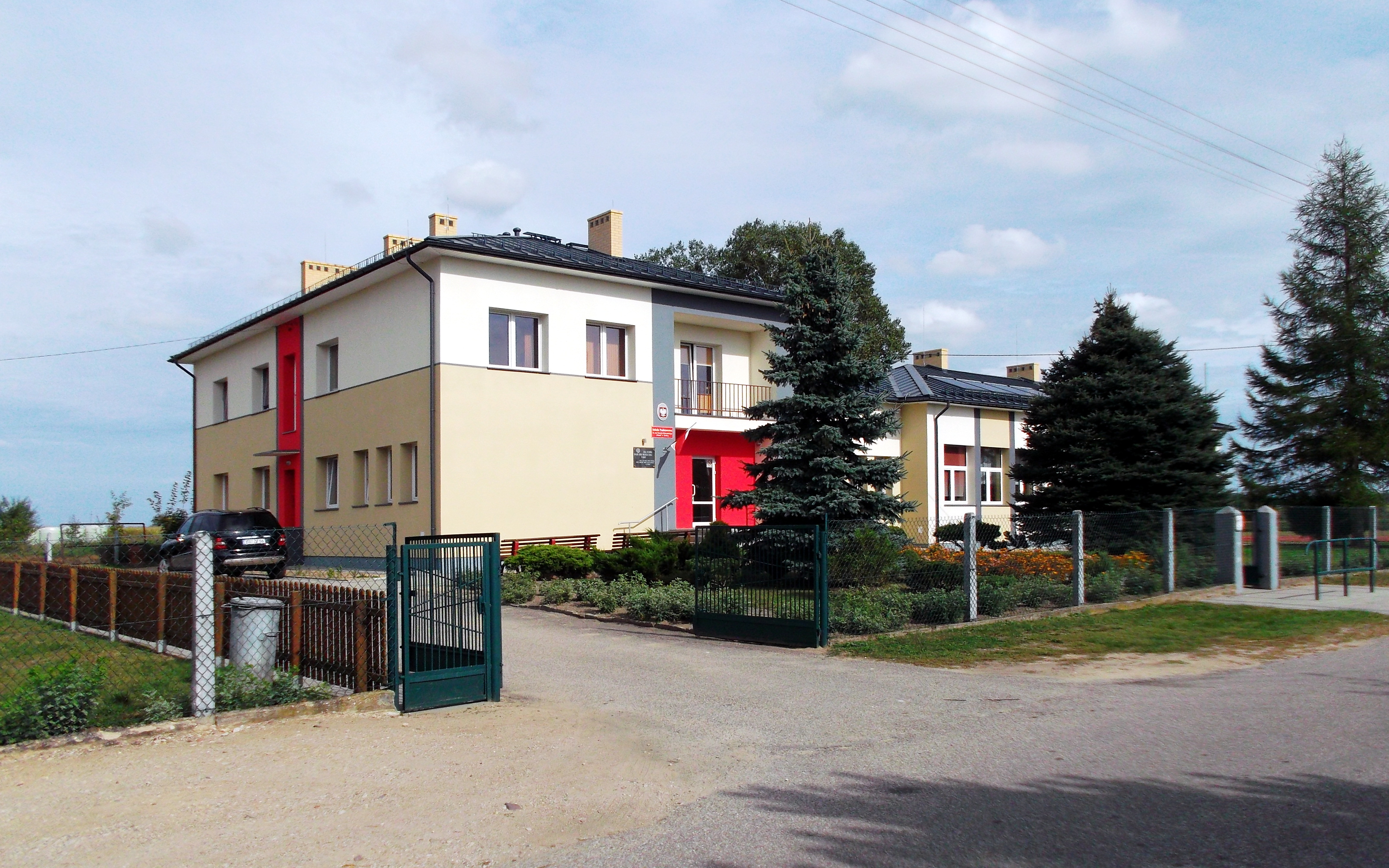
Szkoła podstawowa
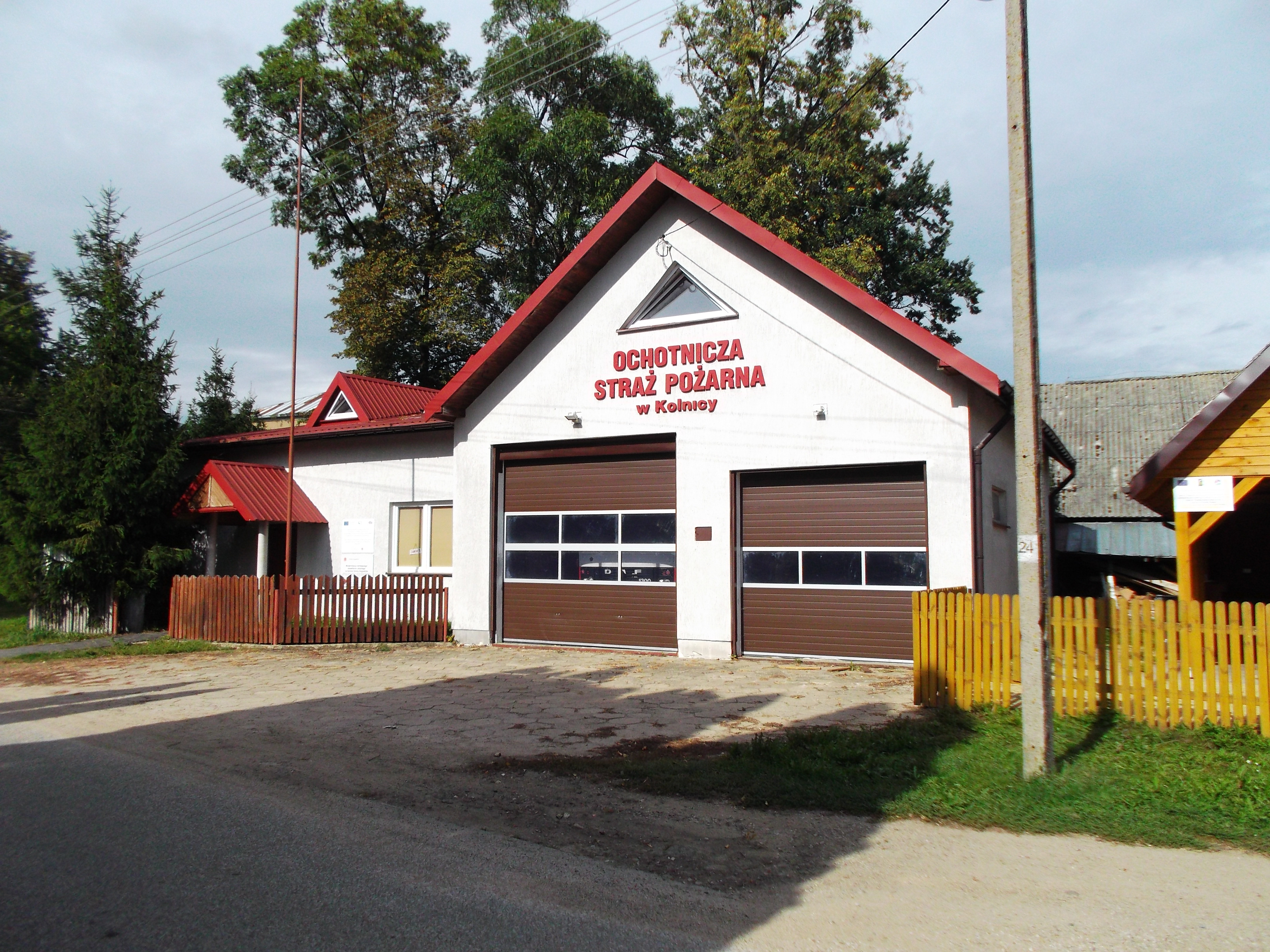
Remiza strażacka
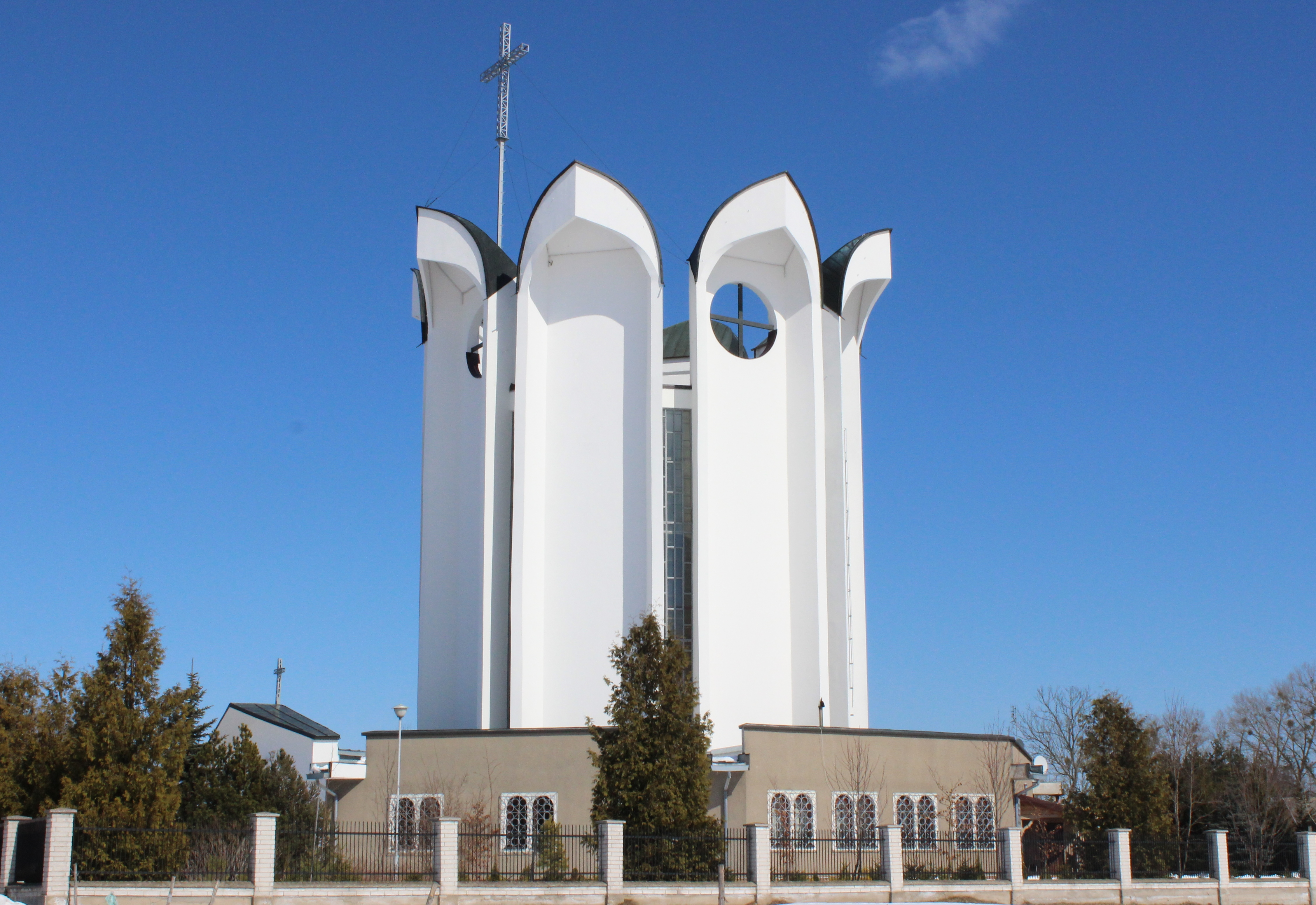
Kościół pw. św. Maksymiliana Kolbe
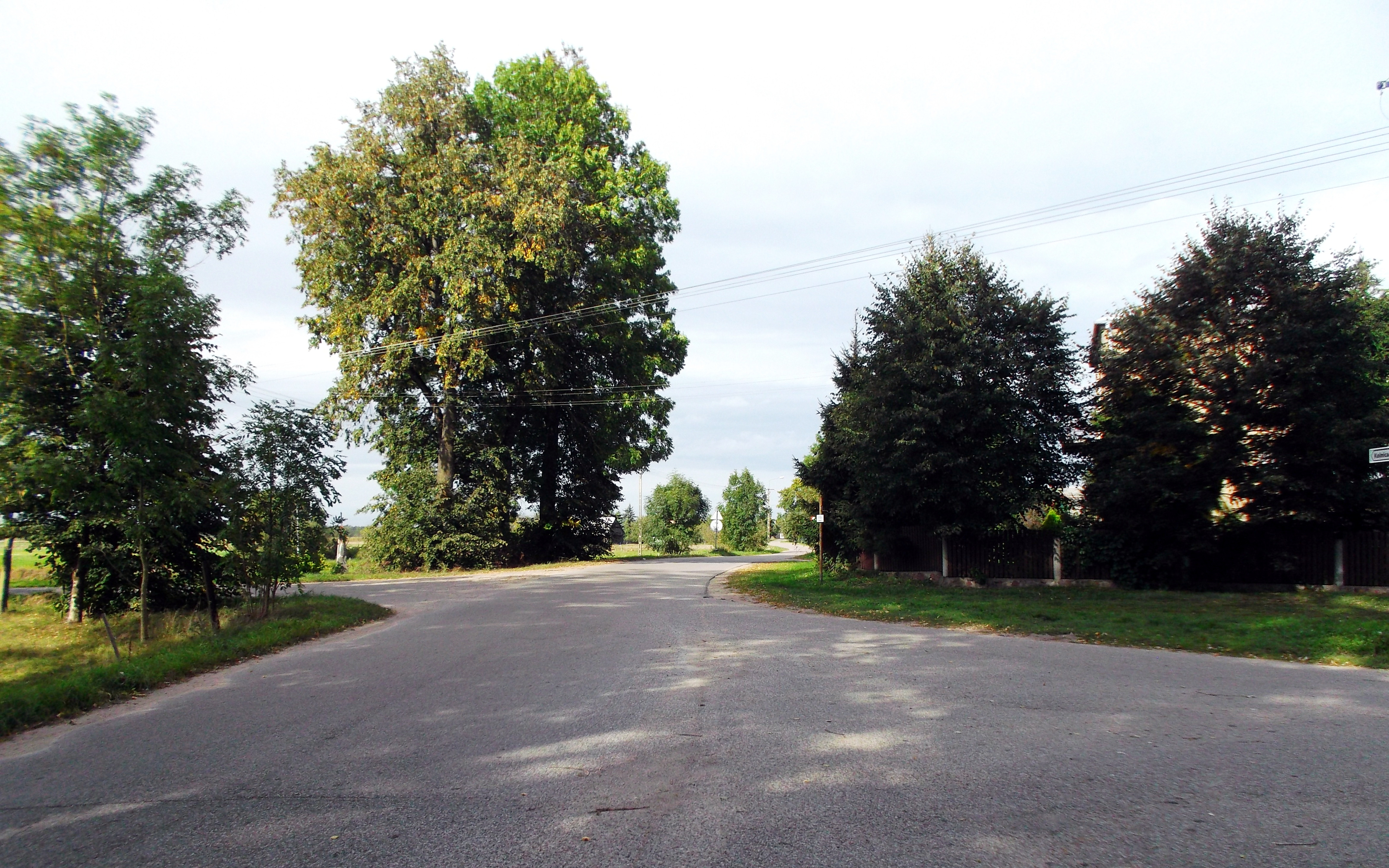
Skrzyżowanie dróg w centrum wsi
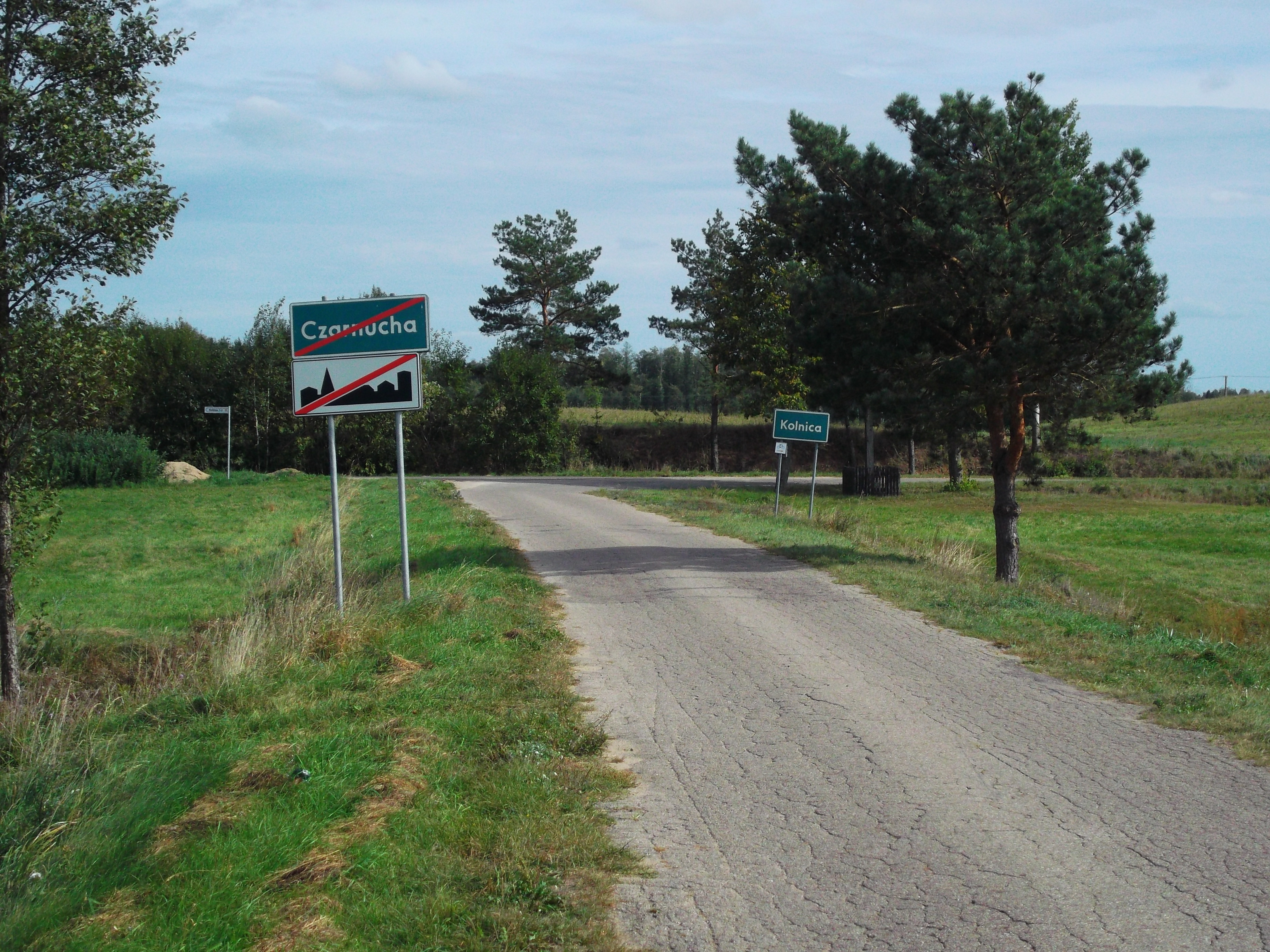
Granica między Kolnicą i Czarnuchą